# Col de l'Encumeada
 (juillet 2017).
Si vous disposez d'ouvrages ou d'articles de référence ou si vous connaissez des sites web de qualité traitant du thème abordé ici, merci de compléter l'article en donnant les références utiles à sa vérifiabilité et en les liant à la section « Notes et références ».
Le col de l'Encumeada, en portugais Boca da Encumeada, est un col routier et pédestre situé sur l'île de Madère, au Portugal. À 1 007 mètres d'altitude, il constitue la séparation entre le nord et le sud de l'île. Le col est à la jonction des routes ER110, venant de l'ouest par le plateau central et les ER104 et ER228. Il offre une vue sur les pics montagneux, les cultures en terrasse et l'océan. L'Encumeada est très souvent dans la brume en raison de l'effet de Foehn. En raison de son altitude, la température y est plus fraîche que sur la côte et le vent souffle.